# Virginia Slims of Chicago 1978
Il Virginia Slims of Chicago 1978 è stato un torneo di tennis giocato sul sintetico indoor. È stata la 7ª edizione del torneo, che fa parte del WTA Tour 1978. Si è giocato all'UIC Pavilion di Chicago, Illinois negli USA dal 30 gennaio al 5 febbraio 1978.

## Campionesse

### Singolare
Martina Navrátilová ha battuto in finale  Evonne Goolagong Cawley con il punteggio di 6–7, 6–2, 6–2

### Doppio
Betty Stöve /  Evonne Goolagong Cawley hanno battuto in finale  Rosemary Casals /  JoAnne Russell con il punteggio di 6–1, 6–4